# Пам'ятник Тарасові Шевченку (Париж)
Пам'ятник Тарасові Шевченку — монумент, споруджений на честь українського поета, прозаїка, художника й етнографа Тараса Григоровича Шевченка у французькій столиці — Парижі.

## Історія
Пам'ятник українському поетові в Парижі урочисто відкрито радянським посольством у 1978 році на бульварі Сен-Жермен у сквері, який отримав ім'я Тараса Шевченка. У Києві існує копія цього монумента — у дворі Національної академії образотворчого мистецтва й архітектури.
Автор пам'ятника-бюста — київський скульптор Михайло Лисенко.